# 歸化直隸州

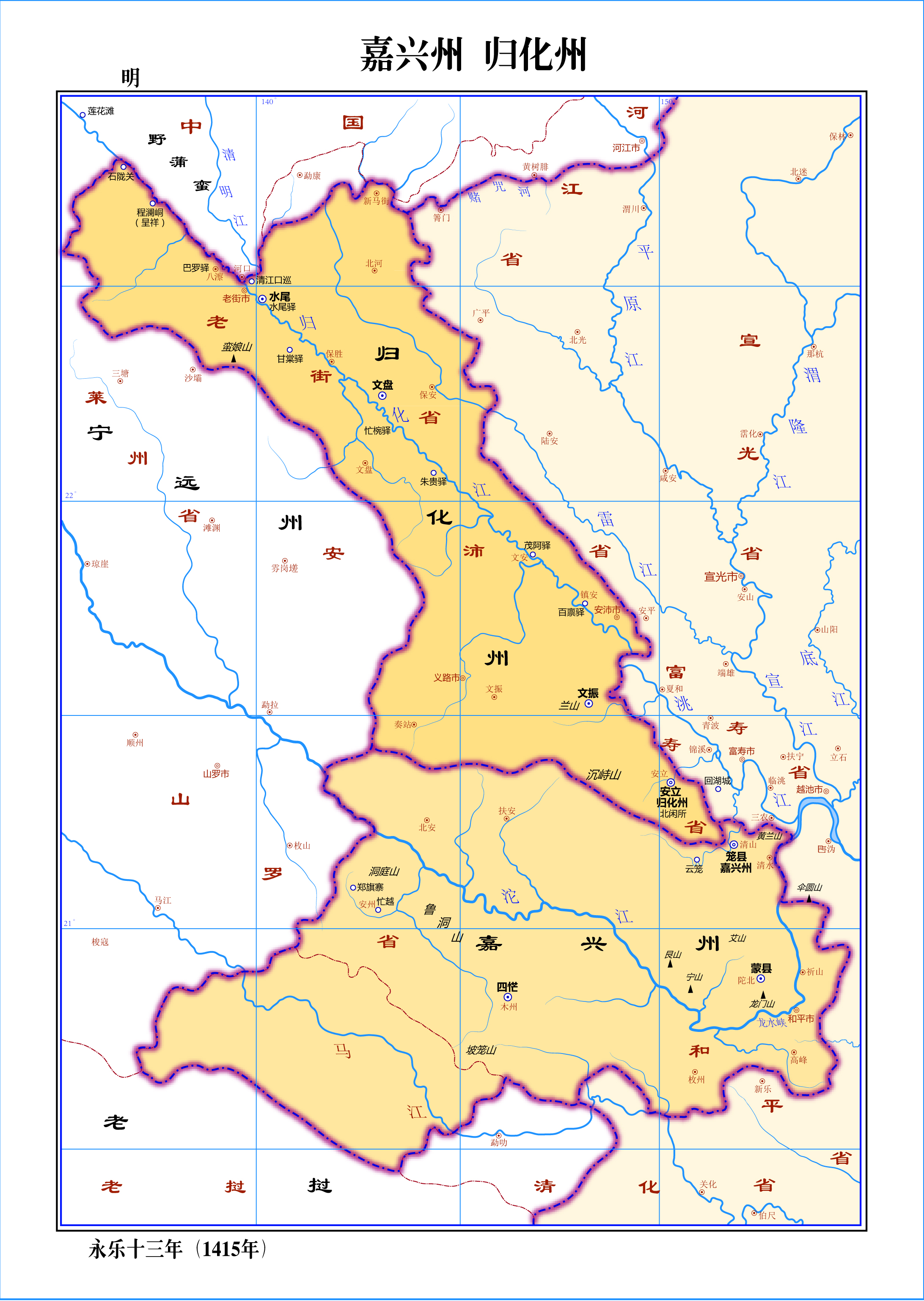
明代交阯承宣布政使司歸化直隸州

歸化直隸州，是明代交阯承宣布政使司下轄的一個直隸州，領安立縣、文盤縣、文振縣、水尾縣四個縣。治約在今越南安沛省和老街省。

## 沿革
- 永樂五年（1407年）六月癸未置[3][4][5][6][7]。
- 永樂七年九月乙酉，設交阯歸化州醫學、鹽課提舉司，稅課局，石廩關巡檢司[8]。
- 永樂八年秋七月己卯，設歸化州之石廩馬驛、歸化州稅課局[9]。
- 永樂十二年三月戊戌，交阯歸化州知州陶季容遣人貢方物，皇太子命禮部宴勞之[10]。
- 永樂十四年五月丙午，設歸化州儒學、陰陽學、僧正司、道正司[11]。
- 永樂十五年閏五月丙寅，設北閑守禦千戶所於交阯歸化州隸雲南都司[12]。
- 永樂十七年九月乙卯，廢安立縣入本州[13]。